# Motycz
Motycz (prononciation : [ˈmɔtɨt͡ʂ]) est un village polonais de la gmina de Konopnica dans le powiat de Lublin de la voïvodie de Lublin dans l'est de la Pologne.
Il se situe à environ 7 kilomètres à l'est de Konopnica (siège de la gmina) et 14 kilomètres à l'ouest de Lublin (siège du powiat et capitale de la voïvodie).

## Histoire
De 1975 à 1998, le village est attaché administrativement à l'ancienne Voïvodie de Lublin.

Depuis 1999, il fait partie de la nouvelle voïvodie de Lublin.